# George Wilhelm von Reibnitz
George Wilhelm von Reibnitz (geb. 20. Februar 1698 in Langhelwigsdorf, Herzogtum Schweidnitz-Jauer; gest. 11. Mai 1765 in Leipe) war ein preußischer Landrat.

## Leben

Stammwappen derer von Reibnitz

George Wilhelm von Reibnitz war Angehöriger des schlesischen Adelsgeschlechts Reibnitz. Er war ein Sohn von Gotthard Friedrich von Reibnitz (1668–1714) und dessen Ehefrau Anna Eleonora (1674–1752), geb. von Eben. Am 29. Mai 1715 immatrikulierte er sich an der Universität Wittenberg, wo er sich bis 1717 aufhielt. 1738 wurde er einstimmig zum Landesältesten in Jauer gewählt. Nachdem aus einer Kabinettsorder von Friedrich II. vom 25. November 1741 bekannt geworden war, dass in Niederschlesien 35 Landräte zu bestellen waren, bat Georg Wilhelm von Reibnitz den König mittels Immediatgesuch im März 1742 um ein ziviles Amt. Das Gesuch hatte Erfolg und er wurde 1744 zum ersten Landrat des Kreises Jauer ernannt, sein Salär betrug 300 Taler. Das Amt als Landrat übte er bis 1765 aus, sein Nachfolger wurde Wilhelm Diprand von Richthofen.

## Persönliches
George Wilhelm von Reibnitz war Erbherr auf Langhelmsdorf, Leipe und Altenberg. Seit dem 15. Juli 1723 war er mit Charlotte Constantia (1701–1770), geb. von Studnitz, verheiratet. Die Kinder aus dieser Ehe waren:
- Carl Friedrich Wilhelm von Reibnitz (1728–1794), preußischer Landrat in den Kreisen Grottkau und Jauer.
- Gottfried Diprand Freiherr von Reibnitz (1729–1793), preußischer Kriegs- und Domänenrat und Landrat im Kreis Groß Strehlitz.
- Christoph Heinrich von Reibnitz (1733–1790), Leutnant und königlicher Kammerherr.
- Hans Oswald von Reibnitz (1737–1776), Stabsrittmeister.